# مقاطعة هوتشينسون (داكوتا الجنوبية)
هوتشينسون (بالإنجليزية: Hutchinson)‏ هي إحدى مقاطعات ولاية داكوتا الجنوبية في الولايات المتحدة الأمريكية.